# Paúles de Sarsa
Paúles de Sarsa es una localidad española perteneciente al municipio de Aínsa-Sobrarbe, en el Sobrarbe, provincia de Huesca, Aragón. Antiguamente tenía ayuntamiento.
Al fondo del valle del río Vero, en una elevación, se sitúa el núcleo de Paúles de Sarsa. Su altitud es de 861 m sobre el nivel del mar y está justo a las puertas del parque natural de la Sierra y Cañones de Guara. El paisaje está marcado por la cantidad de cuevas y oquedades existentes. En algunas de estas cuevas se han descubierto restos prehistóricos, como las pinturas rupestres de Peña Miel o los restos, estos ya históricos, visigóticos de Cueva Foradada.
La iglesia de San Miguel, del siglo XVII junto con la ermita de San Isidro son sus edificios más reseñables. 
Destacan el dolmen de la Capilleta que data del III milenio a. C. (finales del Neolítico-Eneolítico) y el dolmen de Pueyoril también conocido popularmente como dolmen de Arcusa.  
La población de este pequeño núcleo rural pasó de 20 habitantes en 1991 a 30 en 1999.

## Accesibilidad
Paúles de Sarsa se sitúa en el límite norte del parque natural de la Sierra y Cañones de Guara, dentro del Parque Cultural del Río Vero. Dista 26 kilómetros de Aínsa y 39 de la localidad de Alquezar. Se accede mediante las carreteras A-2205 y A-1233.